# Carmen Jaquier
Carmen Jaquier (nacida en Ginebra, en 1985) es una directora de cine y guionista suiza.

## Biografía
Diseñadora gráfica de formación, se licenció en cine en la Escuela Cantonal de Arte de Lausana (ECAL) en 2011. Tras tres años de experiencia profesional como directora, realizó un máster en guion en la ECAL y en la Universidad de Arte y Diseño de Ginebra (HEAD).
Su película de graduación, el cortometraje Le Tombeau des filles, se estrenó en el Festival de Cine de Locarno en 2011 y fue galardonada con el Pardino d'argento. En 2015, La Rivière sous la langue también se proyectó en el Concurso de Cortometrajes de Locarno.
Forma parte del grupo de diez directores del largometraje colectivo Heimatland, que se proyectó en Locarno en 2015.
Carmen Jaquier fue la ganadora de 2018 del Premio Suissimage de Cultura; compartió el galardón con la directora franco-suiza Ursula Meier. El premio la apoyó con 400.000 francos suizos en la producción de su primer largometraje Foudre (Trueno). La película se terminó en 2022 y se estrenó en el Festival Internacional de Cine de Toronto. Suiza la seleccionó como candidata a la categoría de mejor película internacional en los Premios Óscar 2024.
Al mismo tiempo, trabajó con el director Jan Gassman en otro largometraje, Les Paradis de Diane, sobre una mujer que abandona a su hijo y a su padre después de dar a luz.

## Filmografía
- Heimatland (2015)
- Foudre  (2022)